# ディクイル
ディクイル（Dicuil）またはディクィルス（Dicuilus, 生没年不詳）は、8世紀から9世紀、カロリング朝ルネサンス期のフランク王国宮廷で活躍したアイルランドの修道士、天文学者、地理学者、文法学者。
ディクイルの生涯についてはほとんど何もわかっていないが、フランク王国内に散在していたアイルランド教会(ケルト教会)系修道院に所属した。825年頃に編纂した『地球の計測』は、当時トゥーレと呼ばれていたアイスランドとおぼしき極北の島の最古の記録としても知られる。
天文学関連論文は、キリスト教会暦上の主要祝日の日付を算出するために散文と韻文とで書かれた4書からなるが、単一の写本しか現存していない。写本はフランス北部のサンタマン修道院の所蔵だったが、現在はヴァランシエンヌに移されている。

## 地球の計測
『地球の計測』 (De mensura Orbis terrae) は825年頃に完成したとされ、アーヘンのフランク王国宮廷に保管されていた、東ローマ皇帝テオドシウス2世の命によって行われたとされる測量調査記録（435年）の写本をもとに編纂された。ディクイルと同じくカール大帝に仕えていた修道士ゴデスカルクも、この写本を使用して彼の福音書装飾写本を完成させたと言われる（781年 - 783年）。
ディクイルはこの中で、大プリニウス、ガイウス・ユリウス・ソリヌス、パウルス・オロシウス、セビリャのイシドールス、同郷の修道士で詩人のセドゥリウス・スコトゥスらの記述を利用している。同書中に引用または言及されている古代ギリシャ・ローマ期の著述家の数は30に上る。「ヨーロッパ」「アジア」「アフリカ」「エジプト」「エチオピア」「大地の範囲」「5つの大河」「いくつかの島々」「ティレニア海」「6つの最も高い山」の全9章で構成される。他の著作の再編纂がほとんどであるが、テオドシウス2世による測量調査に関する唯一の情報源でもある。また同時代の旅行者から直接聞いた情報も盛り込まれている。たとえば聖地巡礼に赴いたフィデリス（762年？）という修道士からはピラミッドおよび当時ナイル川と紅海とを結んでいた運河の話を、別の修道士からは現在のフェロー諸島への航海と、アイスランドに半年間滞在した時の体験談（真夏の白夜）を引用している。

写本は7つが現存しており、最古の写本は10世紀の「パリ写本」とされる。この書の写本はマルクス・ヴェルザー、イサーク・フォッシウス、クラウディウス・サルマシウス、ジャン・アルドゥアン、ヨハン・ダニエル・シェプフリンといった人々には知られていた。1807年に初の印刷版 (Dicuili Liber de mensura orbis terrae ex duobus codd. mss. bibliothecae imperialis nunc primum in lucem editus a Car. Athan. Walckenaer ) が刊行された。

## 注
1. ↑  Encyclopædia Britannica Vol. 7, 1970, Dicuil( p. 390 )
2. ↑  Mario Esposito; Dicuil (1906/07). "An Unpublished Astronomical Treatise by the Irish Monk Dicuil". Proceedings of the Royal Irish Academy. Section C: Archaeology, Celtic Studies,History, Linguistics, Literature 26: 378–446.
3. ↑  Tim Severin, The Brendan Voyage, Hutchinson & Co Ltd, 1978, p.166
4. ↑  Paris, National Library, Lat. 4806